# فويلة طوروسي
فويلة طوروسي (الاسم العلمي:Hedysarum tauricum) هي نوع من النباتات تتبع جنس الفويلة من الفصيلة البقولية. سمي هذا النوع نسبةً إلى جبال طوروس في تركيا.